# 双泉乡 (通江县)
双泉乡，是中华人民共和国四川省巴中市通江县曾经下辖的一个乡。2020年5月，撤销双泉乡，将原双泉乡所属行政区域划归铁佛镇管辖。

## 行政区划
双泉乡撤销前下辖以下地区：
双泉村、白马村、高岭村、清溪村和重石村。